# Strada Statale 240 var di Loppio e Val di Ledro
Die Strada Statale 240 var di Loppio e Val di Ledro (kurz SS 240var) ist eine italienische Staatsstraße in der Provinz Trient, Region Trentino-Südtirol.
Die 4,550 km lange Ortsumgehung von Mori verbindet die Anschlussstelle Rovereto Sud der Brennerautobahn A22 mit der SS 240 am westlichen Ortsausgang von Mori. Die vierspurige Schnellstraße wurde 2005 eröffnet.

## Verlauf
Die SS 24var beginnt am Kreisverkehr unmittelbar nach der Autobahnausfahrt Rovereto Sud und überquert zunächst die A22 und anschließend in einem auf sieben Pfeilern ruhenden Viadukt die Etsch und den Montecatini-Kanal. Nach der Ausfahrt zur Provinzstraße SP 90 Destra Adige führt die Schnellstraße durch einen 2,2 km langen Tunnel. Kurz danach endet die vierspurige SS 240var und geht in die von Mori kommende zweispurige SS 240 über.